# 佐口和郎
佐口 和郎（さぐち かずろう、1955年 - ）は、日本の経済学者。東京大学大学院経済学研究科教授。研究分野は雇用関係、社会政策。担当科目は労働経済学。

## 略歴
- 1955年 愛知県生まれ[3]。
- 1979年 東京大学経済学部経済学科卒業。
- 1984年 東京大学大学院経済学研究科第二種博士課程単位取得退学。
- 1986年 東京大学経済学部助教授。
- 1992年 経済学博士（東京大学）。
- 1996年 東京大学大学院経済学研究科助教授。
- 2000年 東京大学大学院経済学研究科教授。

## 著書
単著
- 『日本における産業民主主義の前提――労使懇談制度から産業報国会へ』　東京大学出版会、1991年

共編著
- 『人事労務管理の歴史分析』　橋元秀一共編著　ミネルヴァ書房、2003年
- 『福祉社会の歴史――伝統と変容』　中川清共編著　ミネルヴァ書房、2005年
- 『事例に学ぶ地域雇用再生――経済危機を超えて』　ぎょうせい、2010年
- 『戦後社会政策論』　玉井金五共編著　明石書店、2011年